# Monumento ad Andrea da Grosseto
Il monumento ad Andrea da Grosseto è un monumento scultoreo situato in Piazza Baccarini a Grosseto.

## Storia
Il monumento in bronzo, dedicato al letterato duecentesco Andrea da Grosseto, fu realizzato dallo scultore Arnaldo Mazzanti nel 1973 e posto in piazza Baccarini nel 1974. L'opera fu commissionata e finanziata dal professor Oscar Marrone, preside e fondatore del liceo artistico di Grosseto (allora intitolato proprio al letterato grossetano), e infine donata alla città. Situato al centro della piazza, è stato successivamente spostato sulla sinistra del palazzo del Vecchio Tribunale, che ospita il Museo archeologico e d'arte della Maremma.
Si tratta dell'unico monumento dedicato al letterato, fino agli anni Settanta ricordato a Grosseto solamente con una lapide nel loggiato del Palazzo Comunale e con la via di fronte alla chiesa di San Francesco che gli era stata intitolata. 

## Descrizione
Lo scultore Arnaldo Mazzanti, per realizzare i tratti somatici e la fisionomia del letterato, sconosciuti, ha affermato di essersi ispirato alla gente di Maremma. Lo ha scolpito seduto, con una carta in mano, intento a leggere i suoi scritti; il viso è asciutto, leggermente incavato, con i lineamenti forti e marcati, che nelle intenzioni dell'artista dovevano ricordare l'asprezza della Maremma. Poiché era in corso una diatriba sul fatto che Andrea da Grosseto potesse essere stato un frate francescano oppure un laico, Mazzanti gli fa indossare una tunica con cappuccio con un cordone legato intorno alla vita, senza però far comprendere se si tratti a tutti gli effetti di un saio, o di una semplice veste tenuta su da un cordone come era solito portare a quei tempi.
Sul basamento sotto la statua in bronzo è scolpito: Andrea da Grosseto, primo scrittore in lingua italiana. Dottore a Parigi, 1268.